# Frenelle-la-Grande
Frenelle-la-Grande est une commune française située dans le département des Vosges, en région Grand Est.

## Géographie
Frenelle-la-Grande est limitrophe du département de Meurthe-et-Moselle, à 7 km au nord-ouest de Mirecourt. Frenelle-la-Petite est la commune voisine du côté ouest.

### Localisation
| Fraisnes-en-Saintois Meurthe-et-Moselle | Boulaincourt       | Bouzanville Meurthe-et-Moselle |
| Frenelle-la-Petite                      | Frenelle-la-Grande | Ambacourt                      |
|                                         | Puzieux            |                                |

### Hydrographie et les eaux souterraines
Hydrogéologie et climatologie : Système d’information pour la gestion des eaux souterraines du bassin Rhin-Meuse :
Territoire communal : Occupation du sol (Corinne Land Cover); Cours d'eau (BD Carthage),
Géologie : Carte géologique; Coupes géologiques et techniques,
 Hydrogéologie : Masses d'eau souterraine; BD Lisa; Cartes piézométriques.

#### Réseau hydrographique
La commune est située dans le bassin versant du Rhin au sein du bassin Rhin-Meuse. Elle est drainée par le ruisseau de Juvaincourt et le ruisseau des Pierres,.
Le ruisseau de Juvaincourt, d'une longueur totale de 10,5 km, prend sa source dans la commune d'Oëlleville et se jette dans le ruisseau des Pierres en limite de Poussay et de Puzieux, après avoir traversé six communes.

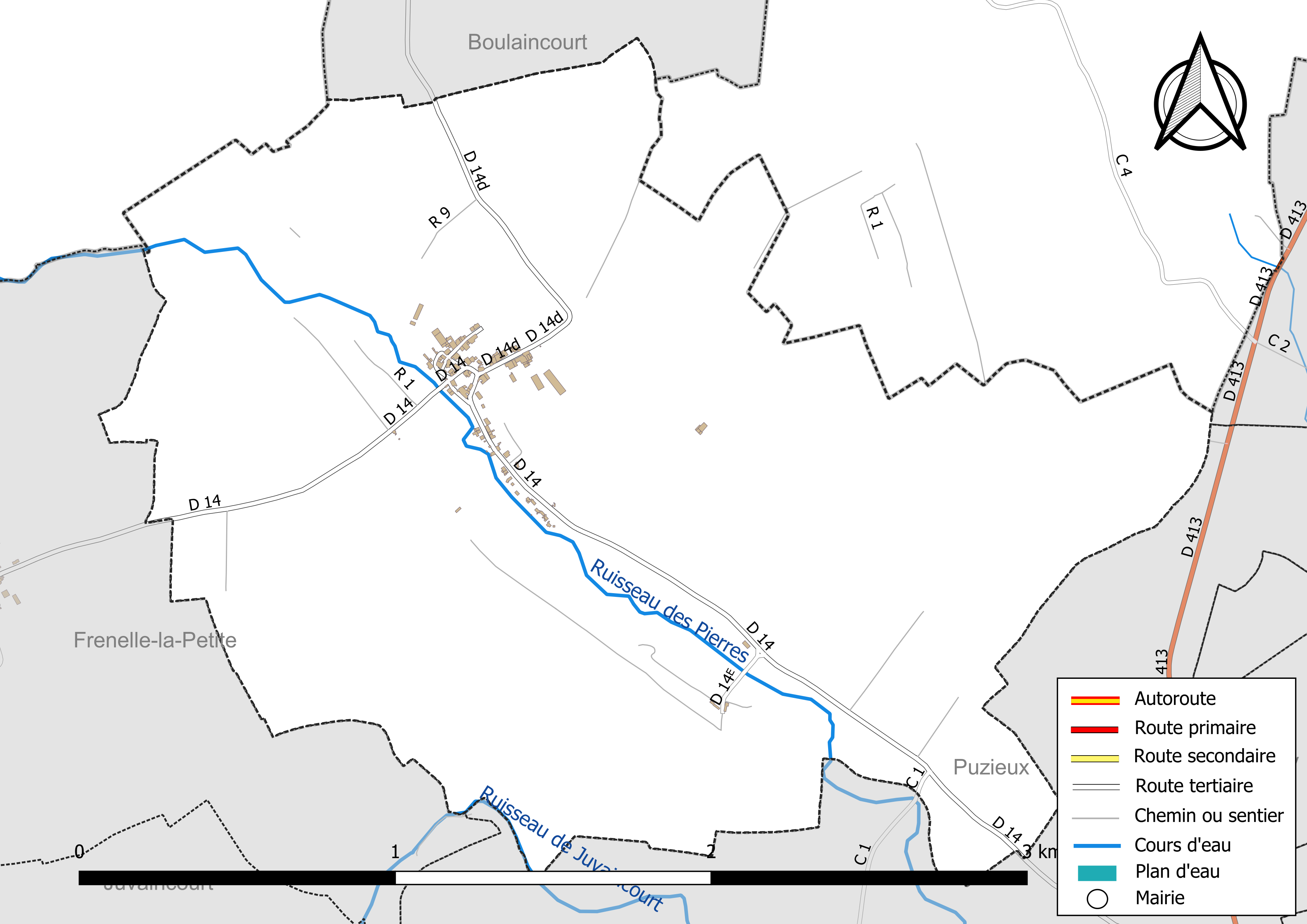
Réseaux hydrographique et routier de Frenelle-la-Grande.

Le ruisseau des Pierres, d'une longueur totale de 12,9 km, prend sa source dans la commune de Courcelles et se jette dans le Madon à Poussay, après avoir traversé six communes.

#### Gestion et qualité des eaux
Le territoire communal est couvert par le schéma d'aménagement et de gestion des eaux (SAGE) « Nappe des Grès du Trias Inférieur ». Ce document de planification, dont le territoire comprend le périmètre de la zone de répartition des eaux de la nappe des Grès du trias inférieur (GTI), d'une superficie de 1 497 km2,  est en cours d'élaboration. L’objectif poursuivi est de stabiliser les niveaux piézométriques de la nappe des GTI et atteindre l'équilibre entre les prélèvements et la capacité de recharge de la nappe. Il doit être cohérent avec les objectifs de qualité définis dans les SDAGE Rhin-Meuse et Rhône-Méditerranée. La structure porteuse de l'élaboration et de la mise en œuvre est le conseil départemental des Vosges.
La qualité des eaux de baignade et des cours d’eau peut être consultée sur un site dédié géré par les agences de l’eau et l’Agence française pour la biodiversité. 

### Climat
Pour des articles plus généraux, voir Climat du Grand Est et Climat des Vosges.
En 2010, le climat de la commune est de type climat des marges montargnardes, selon une étude du Centre national de la recherche scientifique s'appuyant sur une série de données couvrant la période 1971-2000. En 2020, Météo-France publie une typologie des climats de la France métropolitaine dans laquelle la commune est dans une zone de transition entre le climat océanique altéré et le climat océanique altéré et est dans la région climatique  Lorraine, plateau de Langres, Morvan, caractérisée par un hiver rude (1,5 °C), des vents modérés et des brouillards fréquents en automne et hiver. 
Pour la période 1971-2000, la température annuelle moyenne est de 9,5 °C, avec une amplitude thermique annuelle de 17 °C. Le cumul annuel moyen de précipitations est de 899 mm, avec 12,2 jours de précipitations en janvier et 9,6 jours en juillet. Pour la période 1991-2020, la température moyenne annuelle observée sur la station météorologique de Météo-France la plus proche, « Mirecourt-inra », sur la commune de Mirecourt à 7 km à vol d'oiseau, est de 10,4 °C et le cumul annuel moyen de précipitations est de 824,3 mm. 
La température maximale relevée sur cette station est de 39,5 °C, atteinte le 25 juillet 2019 ; la température minimale est de −19,5 °C, atteinte le 20 décembre 2009,,. 
Les paramètres climatiques de la commune ont été estimés pour le milieu du siècle (2041-2070) selon différents scénarios d'émission de gaz à effet de serre à partir des nouvelles projections climatiques de référence DRIAS-2020. Ils sont consultables sur un site dédié publié par Météo-France en novembre 2022.

## Urbanisme

### Typologie
Au 1er janvier 2024, Frenelle-la-Grande est catégorisée commune rurale à habitat dispersé, selon la nouvelle grille communale de densité à sept niveaux définie par l'Insee en 2022.
Elle est située hors unité urbaine. Par ailleurs la commune fait partie de l'aire d'attraction de Mirecourt, dont elle est une commune de la couronne,. Cette aire, qui regroupe 33 communes, est catégorisée dans les aires de moins de 50 000 habitants,.

### Occupation des sols
L'occupation des sols de la commune, telle qu'elle ressort de la base de données européenne d’occupation biophysique des sols Corine Land Cover (CLC), est marquée par l'importance des territoires agricoles (92,9 % en 2018), une proportion identique à celle de 1990 (92,9 %). La répartition détaillée en 2018 est la suivante : 
prairies (61,6 %), terres arables (31,3 %), forêts (7,1 %). L'évolution de l’occupation des sols de la commune et de ses infrastructures peut être observée sur les différentes représentations cartographiques du territoire : la carte de Cassini (XVIIIe siècle), la carte d'état-major (1820-1866) et les cartes ou photos aériennes de l'IGN pour la période actuelle (1950 à aujourd'hui).

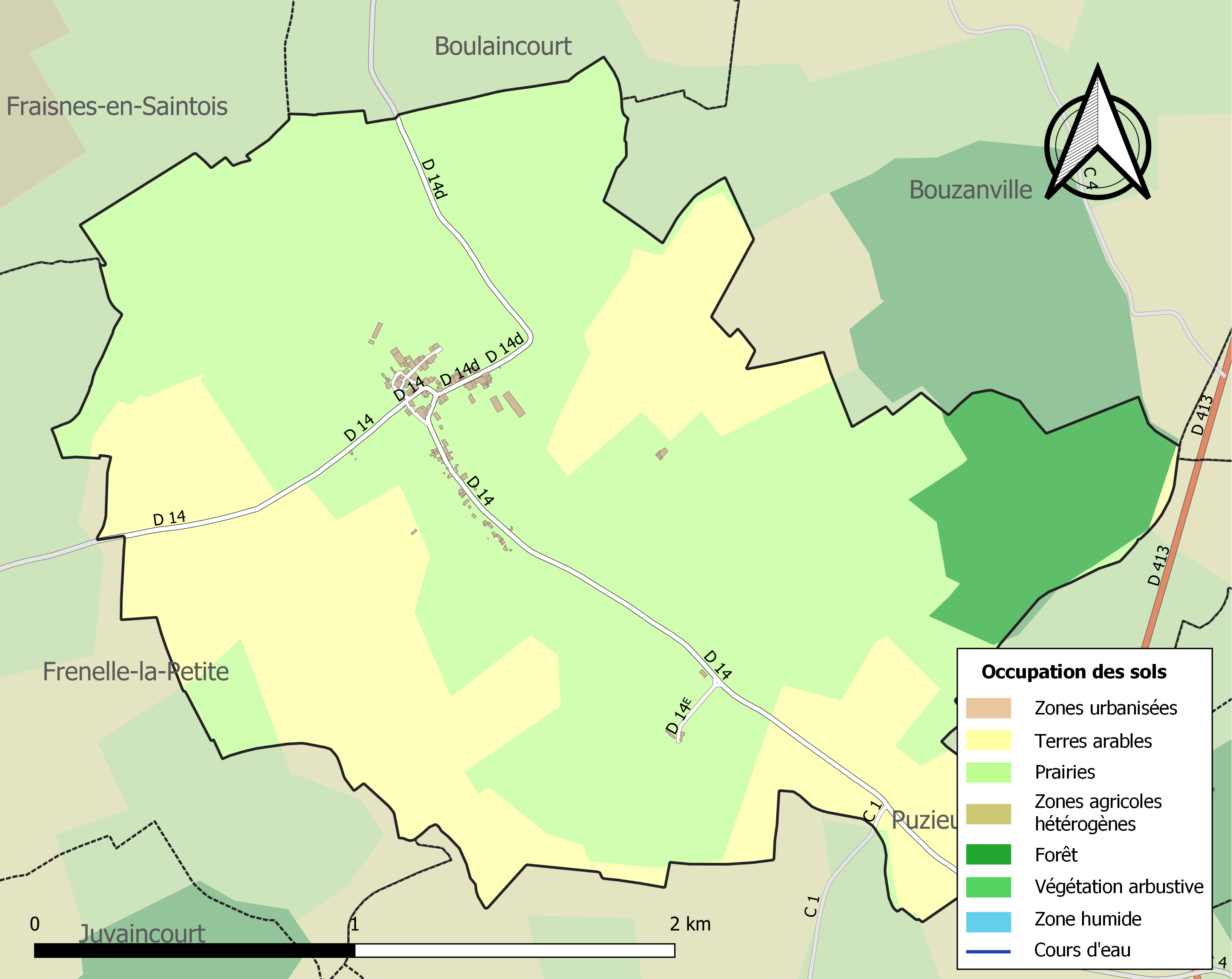
Carte des infrastructures et de l'occupation des sols de la commune en 2018 (CLC).

### Voies de communications et transports

#### Voies routières
- A31 (aussi appelée autoroute de Lorraine-Bourgogne). Échangeurs Châtenois, Bulgnéville.

#### Transports en commun
- Fluo Grand Est.

#### Lignes SNCF
- Gare de Charmes
- Gare de Vittel

#### Transports aériens
- Aéroport d'Épinal-Mirecourt « Vosges Aéroport ».

À partir de l'été 2021, l’aéroport d’Épinal-Mirecourt devient le pélicandrome de la Zone Est et servira ainsi de base de ravitaillement et d’intervention pour les avions bombardiers d’eau Q Series ou de Havilland Canada DHC-8, aussi connu sous le nom de Dash 8.

## Toponymie
Le nom de la localité est attesté sous les formes Ad Grandem Frasnum (1051) ; De Franello (1193) ; De … Frasnello (1195) ; Frasnel Sainct Ligier (1271) ; De Franis magnis (1402) ; Frainei la Grant (1403 ou 1413) ; La Grande Fresnel (1579) ; Fresnel la Grande (1579) ; Frenel la Grande (1711) ; Franellum (1768) ; Grande Frenel (XVIIIe siècle).

Du nom de lieu voisin de Fraisnes-en-Saintois, nom de lieu issu du latin fraxinus « frêne », devenu Frenelle (la petite) transporté tel quel, avec le suffixe -el au masculin en 1273 ; le nom est devenu féminin quand on a dit « Fraisne la petite » et l'est resté. On a rétabli -el en 1271, puis -elle en 1793 ; on a ajouté « la Grande » quand ce village est devenu plus important que Frenelle-la-Petite.

## Histoire
Au Moyen Âge, le village relevait de la baronnie de Frenelle-la-Petite. Lorsque fut créée l’abbaye de Poussay en 1051, Léon IX lui attribua les dîmes de Frenelle-la-Grande.
Il semble qu’au XIVe siècle, il y eut des seigneurs de Frenelle. Sous l’Ancien Régime, Frenelle-la-Grande appartenait au bailliage de Vôge / bailliage de Mirecourt.
| Blason | Blasonnement : D'azur, à trois bandes d'or ; au chef cousu du champ chargé d'un lion issant du second. Commentaires : Ce sont les armes de la famille de Fresnel, d'ancienne chevalerie, dont le dernier représentant fut Jean Philippe de Fresnel, conseiller d'État de Lorraine, décédé sans enfant en 1635,. |

## Politique et administration

### Découpage territorial
Par arrêté préfectoral du 15 septembre 2023, la commune est retirée le 1er janvier 2024 de l'arrondissement d'Épinal et rattachée à l'arrondissement de Neufchâteau.

### Liste des maires
| Période                                  | Période   | Identité                     | Étiquette | Qualité                             |
| ---------------------------------------- | --------- | ---------------------------- | --------- | ----------------------------------- |
| Les données manquantes sont à compléter. |           |                              |           |                                     |
| 1886                                     | 1914      | Charles Bazard               |           |                                     |
| 1914                                     | 1921      | Arthur Deflin                |           |                                     |
| 1921                                     | 1923      | Henri Bongard                |           |                                     |
| 1923                                     | 1933      | Edmond Rambaud               |           |                                     |
| 1933                                     | 1945      | Albert Moreau                |           |                                     |
| 1945                                     | 1952      | Marc Noël                    |           |                                     |
| 1952                                     | 1959      | Edmond Malgras               |           |                                     |
| 1959                                     | 1971      | Edmond Mion                  |           |                                     |
| 1971                                     | 1983      | Édouard Moreau               |           |                                     |
| 1983                                     | juin 1995 | Lucien Thouillot (1924-2014) |           |                                     |
| juin 1995                                | juin 2020 | Christian Moreau             |           | Retraité agricole                   |
| juin 2020                                | En cours  | Christian Denis              |           | Ouvrier qualifié de type industriel |

## Population et société

### Démographie

#### Évolution démographique
L'évolution du nombre d'habitants est connue à travers les recensements de la population effectués dans la commune depuis 1793. Pour les communes de moins de 10 000 habitants, une enquête de recensement portant sur toute la population est réalisée tous les cinq ans, les populations de référence des années intermédiaires étant quant à elles estimées par interpolation ou extrapolation. Pour la commune, le premier recensement exhaustif entrant dans le cadre du nouveau dispositif a été réalisé en 2007.

En 2022, la commune comptait 101 habitants, en évolution de −7,34 % par rapport à 2016 (Vosges : −2,96 %, France hors Mayotte : +2,11 %).
| 1793 | 1800 | 1806 | 1821 | 1831 | 1836 | 1841 | 1846 | 1856 |
| ---- | ---- | ---- | ---- | ---- | ---- | ---- | ---- | ---- |
| 328  | 365  | 337  | 360  | 351  | 322  | 363  | 352  | 283  |

| 1861 | 1866 | 1876 | 1881 | 1886 | 1891 | 1896 | 1901 | 1906 |
| ---- | ---- | ---- | ---- | ---- | ---- | ---- | ---- | ---- |
| 295  | 294  | 248  | 268  | 242  | 236  | 230  | 226  | 204  |

| 1911 | 1921 | 1926 | 1931 | 1936 | 1946 | 1954 | 1962 | 1968 |
| ---- | ---- | ---- | ---- | ---- | ---- | ---- | ---- | ---- |
| 208  | 176  | 174  | 144  | 171  | 148  | 170  | 154  | 146  |

| 1975 | 1982 | 1990 | 1999 | 2006 | 2007 | 2012 | 2017 | 2022 |
| ---- | ---- | ---- | ---- | ---- | ---- | ---- | ---- | ---- |
| 101  | 101  | 112  | 121  | 128  | 129  | 118  | 108  | 101  |

### Enseignement
Établissements d'enseignements :
- Écoles maternelles et primaires à Poussay, Baudricourt, Diarville, Oëlleville, Mirecourt.
- Collèges à Mirecourt, Charmes, Vézelise, Dompaire, Châtenois.
- Lycées à Mirecourt, Mandres-sur-Vair, Contrexéville.

### Santé
Professionnels et établissements de santé : 
- Médecins à Diarville, Mirecourt, Mattaincourt, Vicherey, Gironcourt-sur-Vraine, Remoncourt.
- Pharmacies à Diarville, Mirecourt, Mattaincourt, Vicherey, Gironcourt-sur-Vraine, Remoncourt.
- Hôpitaux à Mirecourt, Mattaincourt, Charmes, Vittel.

### Cultes
- Culte catholique, Paroisse Saint-Pierre-Fourier[32], Diocèse de Saint-Dié.

## Économie

### Entreprises et commerces
- Commerces et services de proximité[33].

## Culture locale et patrimoine

### Lieux et monuments

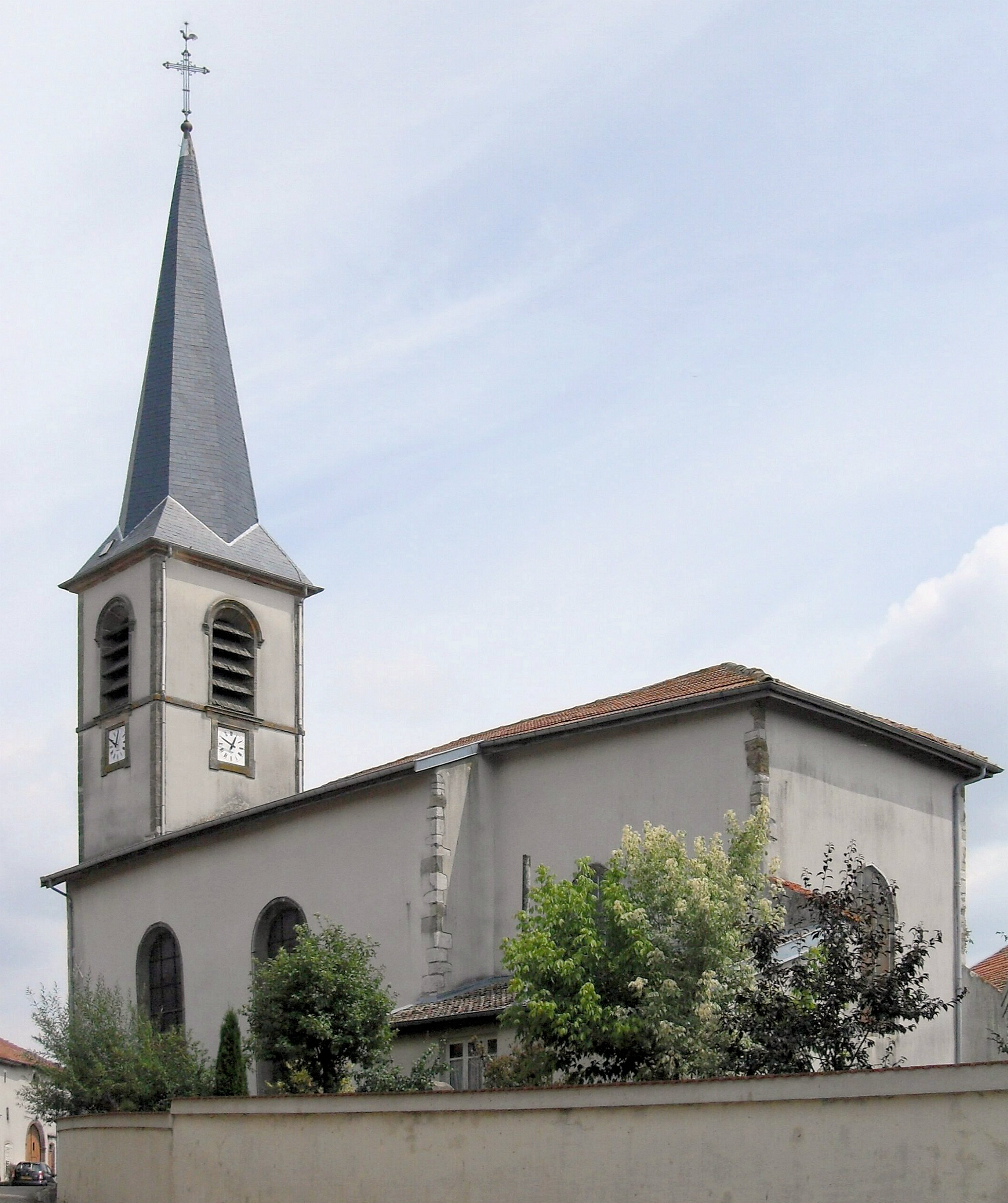
L'église Saint-Léger.
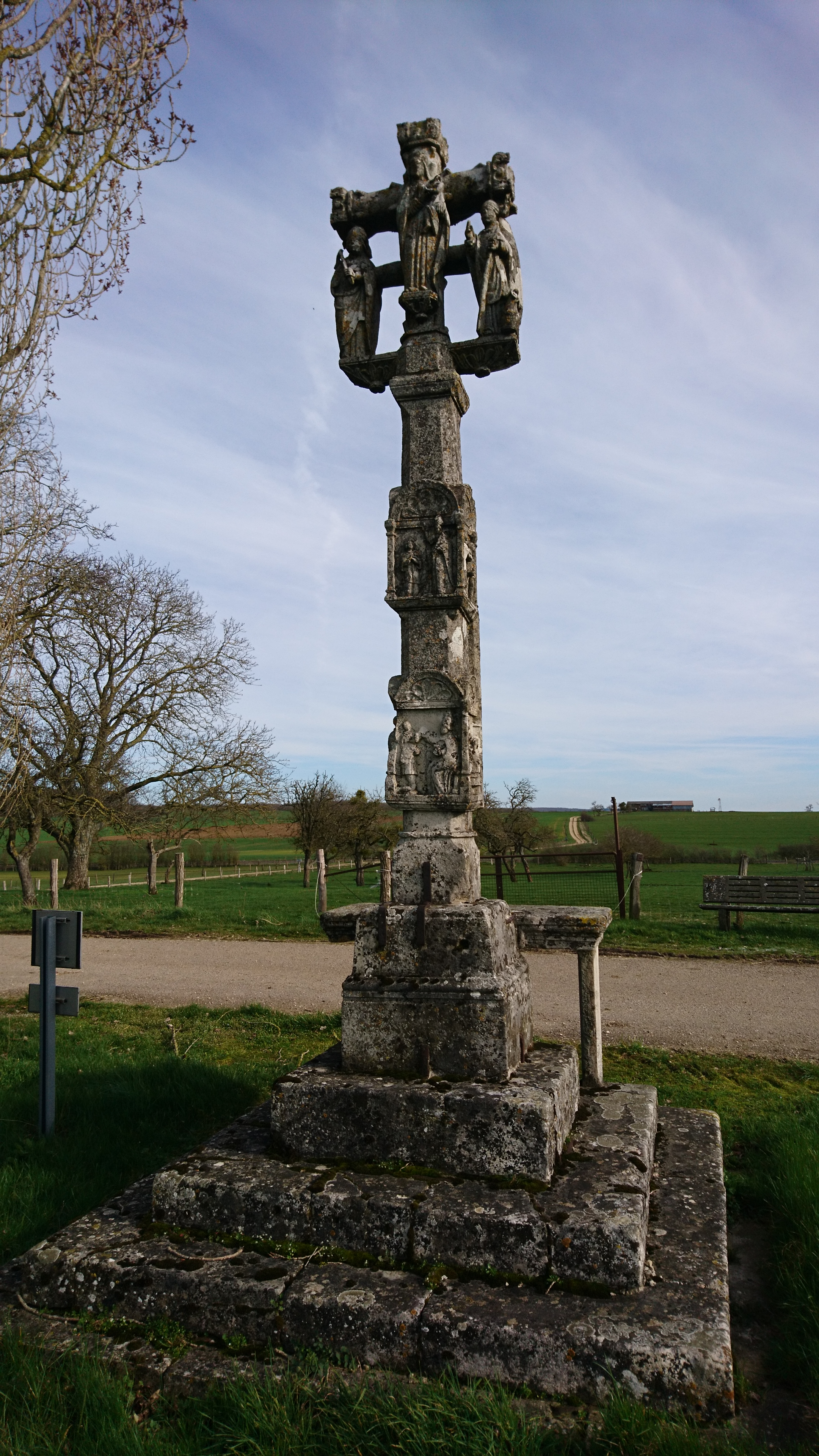
Croix des sept sacrements.
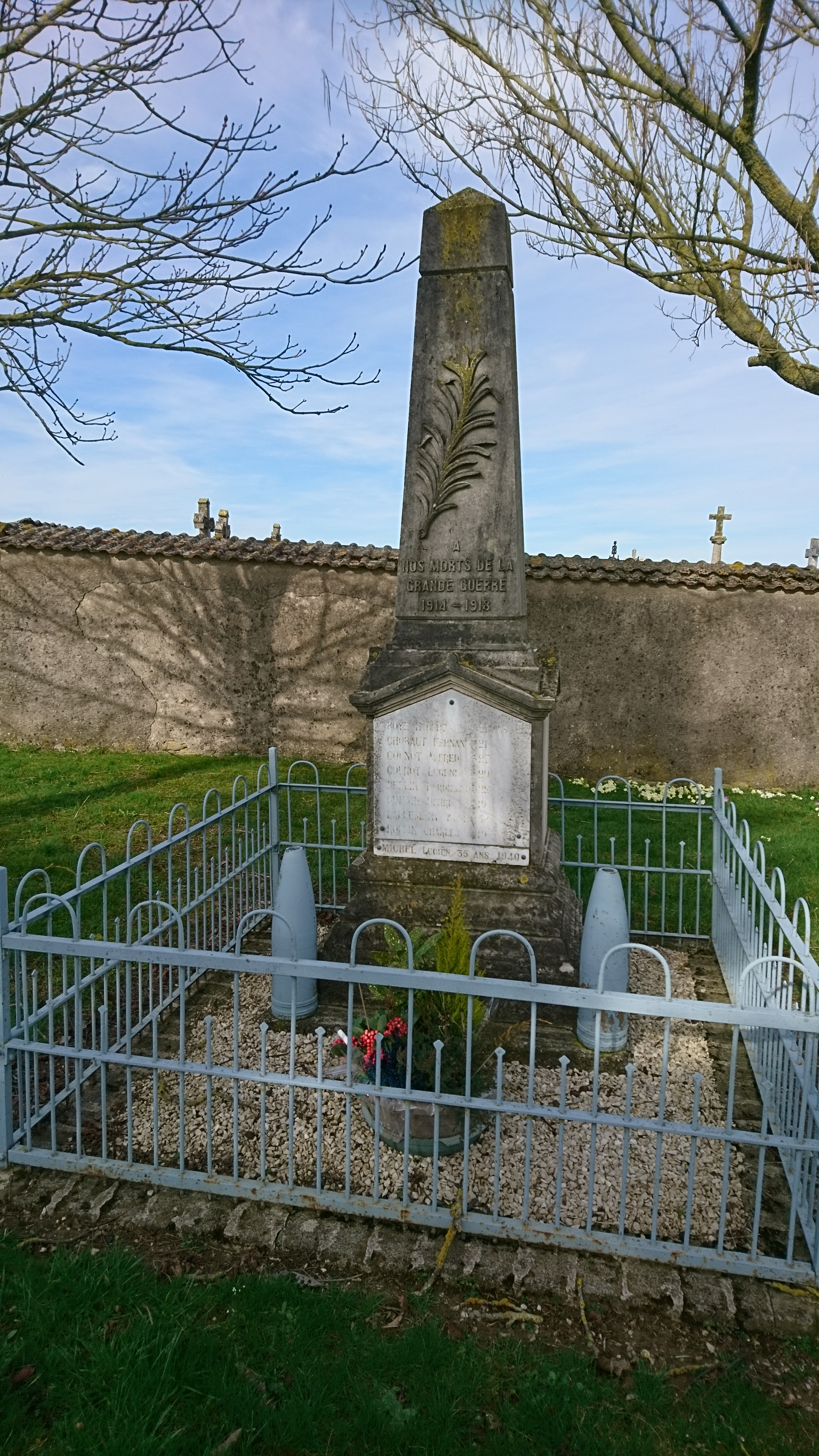
Monument aux morts.
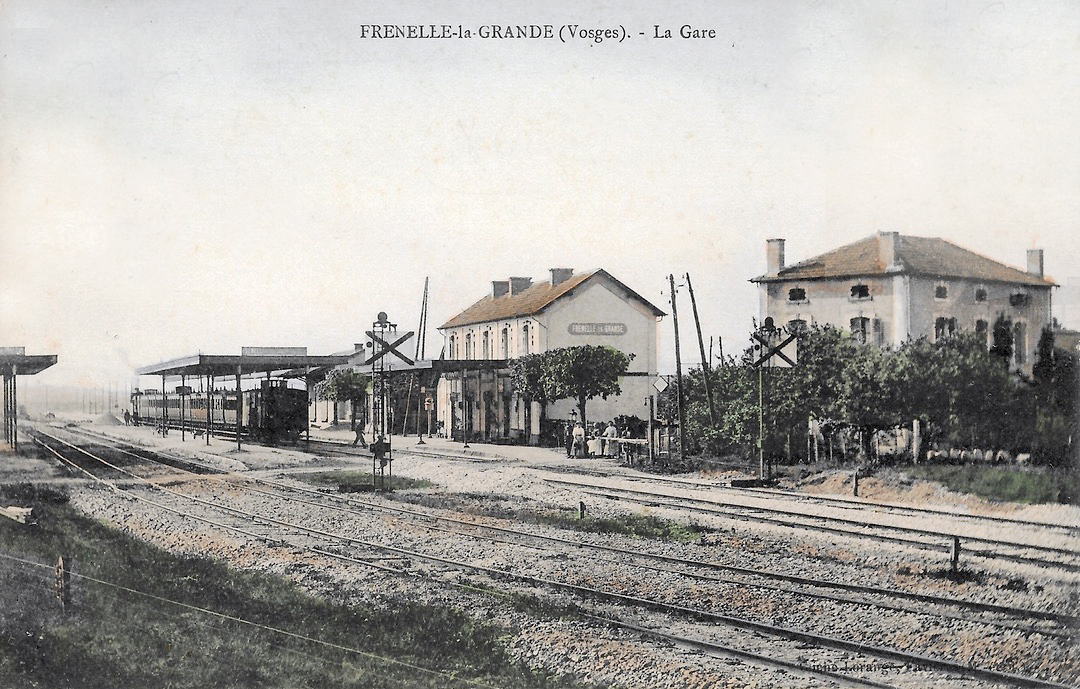
La gare de Frenelle-la-Grande - Puzieux.

- L'église Saint-Léger avec une statue de saint Léger du XVIe siècle. La paroisse de Frenelle-le-Grande est la seule de la région vouée à saint Léger, évêque d'Autun.

Trois cloches ont été fondues par Perrin-Martin à Robécourt, elles chantent le Mi3, Fa3, Sol3.
Statue Saint Léger.
Groupe sculpté l’Éducation de la Vierge.
- Le calvaire des sept sacrements[37], du XVIe siècle[38], croix de carrefour classée au titre des monuments historiques par arrêté du 19 septembre 1938[39].
- L'ancienne gare de Frenelle-la-Grande - Puzieux[40].
- Patrimoine rural recensé par le service régional de l'Inventaire général du patrimoine culturel[41].
- Monument aux morts[42],[43].

### Personnalités liées à la commune
- François Hennequin, comte de Frenelle[44]. Un seigneur éclairé. Une famille de la noblesse lorraine.
- Les médaillés de Saint-Hélène[45].

## Pour approfondir